# 麗日お茶子
麗日お茶子（うららか おちゃこ、ヒーロー名:ウラビティ）、は『僕のヒーローアカデミア』の登場人物。個性は、無重力（ゼログラビティ）。声優は、佐倉綾音。
明るい性格で人気があり、人気投票などでも上位にランクインすることがあり、様々なグッズやプロモーション展開もされている。

## 人物

### 構想
原作者の堀越耕平は、当初Mt.レディを麗日の立ち位置(つまりヒロイン)にしようとしていた。しかし、大きくなれるヒロインを突き詰めていくうちに苦悩の目立つ暗いキャラになってしまったため変更した、と述べている。また、堀越は、麗日の名前を思いついたとき、語感が良く自分が天才なんじゃないかと思った、と述べている。

### 声優
声優は、佐倉綾音。佐倉は、他作品ではオーディションと違うキャラでも参加できたらいいと思うことが多いが、ヒロアカに関してはお茶子を演じたいという感覚が強かった、と話している。そして、アニメ6期でのインタビューで、佐倉は、初期の頃と比べて麗日のヒーローとしての覚悟が強くなっており、特に変化を感じたのは5期でヒーローを助けるヒーローになろうと決意するシーンだった、と答えている。アニメ第137話「未成年の主張」をアフレコした後、佐倉は「お茶子の想いがアニメでもしっかり届いてくれたらいいな」と述べた。第158話「少女のエゴ」のアフレコでは、佐倉はずっと泣いていた。

#### 他国の声優
- 英語版: ルーシー・クリスチャン（英語版）[8]。
- フランス語版: クララ・ソアレス（フランス語版）[9]。
- ドイツ語版: メーリー・ドガン[10]。
- スペイン語版: アンドレア・ヴァレンティナ・ヴィリャヴェルデ[11][12]。

### 性格描写
ボブカットをした思春期の少女。露座柳中学校を卒業したあと、雄英高校に入学し、一人暮らしをしている。無邪気さを表現するため、頬がいつもピンク色で描かれている。裏表のない明るい性格。
- 生年月日: 12月27日[1][15]
- 身長: 156cm[1][15]
- 血液型: B[1][15]
- 出身地: 三重県[1][15]
- 好きな物: 星空、和食、餅[1]

麗日の個性は、無重力（ゼログラビティ）。登場時で個性により3トンほど無重量にでき、それ以上になると激しく酔って吐く。ガンヘッドから武術を習う。緑谷出久とは親友。恋愛の暗示がある。漫画の第431話に緑谷は一緒に時を過ごしたいと言っている。子供の頃に金銭的に苦しむ両親を見て家業を手伝いたいと思ったが、両親は娘が好きなことをやることを望み、麗日はヒーローとなり両親のためにお金を稼ぐことを目標の1つにしている。

### 必殺技
彗星ホームラン
壊れた柱を無重力状態にバットの如く持ち上げ、瓦礫を撃ち飛ばす。
流星群
戦闘により抉れた地面を大量に浮かし、一斉に落下させる。
G・M・A（ガンヘッド・マーシャル・アーツ）
ガンヘッドの下で学んだ近接格闘術。
メテオファフロツキーズ
蛙吹との連携技。麗日が個性で浮かせた大量の岩石を、蛙吹が伸ばした舌で打ち飛ばして攻撃する。
ゼロ・サテライツ
両腕にあるワイヤーで無重力化した物体を掴んで操る。

## 登場

### 僕のヒーローアカデミア
原作の漫画では第3話で最初に登場し、つまずいた緑谷出久の転倒を防ぐために緑谷を宙に浮かせた。原作第4話・アニメ版第4話の試験では、重力を操り落下する緑谷を助けた。爆豪勝己が緑谷を「木偶」という意味で蔑称として「デク」と呼んでいたが、響きが「頑張れ!!」って感じがして好きという理由で麗日も緑谷を「デク」と呼ぶようになった。アニメ版第14話では、緑谷に麗日家の情報を語る。アニメ版第22話では、爆豪と戦い敗れた。ガンヘッドから武術を習う。学校の演習試験で生徒2人1組で教師1人と戦うこととなり、麗日は青山優雅と組んで教師の13号と戦い結果として13号に勝利した。
アニメ版第98話では、ヒーロー科A組とB組の対抗戦があり、麗日にも出番があった。対抗戦の中で緑谷の個性が暴走し、麗日が心操人使と共に止めに入った。新たな個性を止めるために、麗日は心操に緑谷の洗脳を頼んだ。
アニメ版第104話では、リューキュウ事務所のインターンとして麗日・蛙吹梅雨・波動ねじれがリューキュウと共に海難ヒーロー・セルキーのところに行き、違法薬物を運ぶ犯罪者を止めた。
アニメ版第137話では、緑谷たちが雄英高校に戻ると、そこに避難していた大勢の一般市民が自分たちにも危険が及ぶのではと怒りの声をあげた。それに対して、麗日は緑谷のために避難民と対峙し演説した。
麗日は、トガヒミコと戦い、最終的に勝利した。アニメ版第158話では、麗日がトガと対峙し激怒したトガに刺され、それでも麗日はトガに寄り添い続け、トガから可愛く見えるか尋ねられた。その後、瀕死の麗日は、トガから自身の血を分け与えられた。
漫画版第429話では、緑谷からトガの死亡を聞いて、麗日は泣いた。緑谷は麗日を自身のヒーローと呼んだ。漫画版第430話で、プロヒーローになり、ニュース放送で個性カウンセリング拡張計画を打ち出したことが報じられた。これは、トガのような破壊的だったり異常な個性を持つ人々を救うためのものと考えられる。
『僕のヒーローアカデミア』の全ての映画に登場している。

### その他
麗日は、小説版の『僕のヒーローアカデミア雄英白書』、スピンオフ漫画の『僕のヒーローアカデミア ティームアップミッション』、ギャグ四コマ漫画の『僕のヒーローアカデミア すまっしゅ!』にも登場している。『僕のヒーローアカデミア公式キャラクターブック Ultra Archive』の巻末のおまけでは、緑谷について爆豪と話している。『僕のヒーローアカデミア』のビデオゲーム『僕のヒーローアカデミア バトル・フォー・オール』、『僕のヒーローアカデミア One's Justice』、『僕のヒーローアカデミア One's Justice 2』、『僕のヒーローアカデミア ULTRA RUMBLE』、『僕のヒーローアカデミア SMASH RISING』および『僕のヒーローアカデミア All's Justice』にも登場している。
『アベンジャーズ/インフィニティ・ウォー』と『僕のヒーローアカデミア』のコラボレーションに麗日がブラック・ウィドウと共に登場する。麗日がゲーム『フォートナイト』に登場。ゲーム『オーバーウォッチ2』がヒロアカとコラボし、ゲームの新キャラクター・ジュノに対して、お茶子スキンが実装され、2024年10月17日から30日まで発売された。
演劇『僕のヒーローアカデミア The “Ultra” Stage』(2019年-2023年)では、竹内夢が演じた。

## 反響

### 人気
2015年に少年ジャンプで行われた第1回キャラクター人気投票では、麗日お茶子は652票で4位にランクインした。第1回クランチロール・アニメアワードでは麗日は最優秀女性キャラにノミネートされ、翌年の第2回で最優秀女性キャラに輝いた。アニメ!アニメ!では無重力の日とされる6月16日に合わせて「"重力"キャラといえば?」というお題で読者アンケートを実施し、2022年と2023年で麗日は2位にランクインし、2024年で3位となった。2025年1月に実施された「佐倉綾音が演じたアニメキャラ人気ランキング」では、麗日が1位に輝いた。
色々な人にコスプレもされた。グッドスマイルカンパニーからは、ねんどろいど、figma、HELLO! GOOD SMILE、POP UP PARADEのフィギュアも発売された。ヒロアカとコラボしたインペリアル・エンタープライズ株式会社からは、麗日お茶子モデルなどのリュックサックと財布が販売された。2021年には、アニメイトで『僕のヒーローアカデミア THE MOVIE ワールド ヒーローズ ミッション』の公開記念フェアとして、ヒロアカ関連グッズなどの購入者に対してポストカードをプレゼントされ、全6種のポストカードのうちの1枚が麗日であった。

### 評論
Anime News Network、IGN、デン・オブ・ギーク、Anime UK NewsおよびComicBook.comの評論家が麗日を褒めた。しかし、Anime2YouとFandomWireはファンが堀越の女子描写を咎めた。Anime2Youのライターの1人は、麗日とトガのけんかは大切なのに幼らしいと書いた。FandomWireのライターの1人は、麗日は重力を操る神のような能力を持つのに、原作者の堀越は能力を活かしきれていないと批判した。別のFandomWireのライターは、麗日はトガと戦ってきたが、麗日よりもトガは爆豪と戦った方が面白いものになったと考えるファンがいることについて書いた。ABEMA TIMESによれば、アニメ版第158話と第159話のトガとのやりとりに、多くの視聴者が泣いた。
少年漫画の『ONE PIECE』『BLEACH』『僕のヒーローアカデミア』の登場人物の話し方を分析した三山里実によれば、麗日は中性的な喋り方をしている。埼玉大学の内田裕子は緑谷出久ほど麗日が個人的ではない。チューリッヒ大学の研究者は画像生成AIのプロンプト(指示内容)の分析をし、麗日などの女性キャラクターがよく指定されていることを明らかにした。